# Svitanie
Svitanie je sedmé studiové album české rockové skupiny Blue Effect, která jej vydala pod počeštěným a zkráceným názvem M Efekt. Deska vyšla ve vydavatelství Opus v roce 1977 s katalogovým číslem 9116 0541. Remasterovaná CD reedice vyšla v roce 1998 (Opus), roku 2009 bylo album vydáno v rámci box setu 1969 – 1989 Alba & singly & bonusy.

## Seznam skladeb
| Strana 1 | Strana 1                    | Strana 1                                    | Strana 1       | Strana 1 |
| Pořadí   | Název                       | Hudba                                       | Text           | Délka    |
| -------- | --------------------------- | ------------------------------------------- | -------------- | -------- |
| 1.       | Vysoká stolička, dlhý popol | Veselý, Hladík, Frešo                       | instrumentální | 10:12    |
| 2.       | Ej, padá, padá rosenka      | lidová, úprava: Veselý, Frešo, Hladík, Čech | lidová         | 6:36     |
| 3.       | V sobotu popoludní          | Frešo, Veselý, Hladík                       | instrumentální | 4:15     |

| Strana 2       | Strana 2       | Strana 2              | Strana 2       | Strana 2 |
| Pořadí         | Název          | Hudba                 | Text           | Délka    |
| -------------- | -------------- | --------------------- | -------------- | -------- |
| 1.             | Svitanie       | Frešo, Hladík, Veselý | Hutka          | 19:35    |
| Celková délka: | Celková délka: | Celková délka:        | Celková délka: | 40:38    |

## Obsazení
- M Efekt
  - Radim Hladík – elektrická kytara, akustická kytara
  - Fedor Frešo – baskytara, basová mandolína, vokály, perkuse
  - Oldřich Veselý – elektronické varhany, klavír, elektrické piano, smyčcový syntezátor, zpěv
  - Vladimír Čech – bicí, perkuse

## Odkaz
Úvodní část skladby „Vysoká stolička, dlhý popol“ byla použita jako hudební podklad v písni „Take a Look Back“ rappera The Alchemist.